# Оток-Вир'є
Оток-Вир'є (хорв. Otok Virje) — населений пункт у Хорватії, у Вараждинській жупанії у складі громади Цестиця.

## Населення
Населення за даними перепису 2011 року становило 251 осіб.
Динаміка чисельності населення поселення:

## Клімат
Середня річна температура становить 9,93 °C, середня максимальна – 23,90 °C, а середня мінімальна – -6,30 °C. Середня річна кількість опадів – 917 мм.
| Клімат поселення                              | Клімат поселення | Клімат поселення | Клімат поселення | Клімат поселення | Клімат поселення | Клімат поселення | Клімат поселення | Клімат поселення | Клімат поселення | Клімат поселення | Клімат поселення | Клімат поселення | Клімат поселення |
| Показник                                      | Січ.             | Лют.             | Бер.             | Квіт.            | Трав.            | Черв.            | Лип.             | Серп.            | Вер.             | Жовт.            | Лист.            | Груд.            |                  |
| Середній максимум, °C                         | 5,30             | 7,17             | 11,57            | 15,87            | 20,85            | 23,90            | 23,65            | 23,08            | 19,08            | 13,98            | 8,37             | 4,52             |                  |
| Середня температура, °C                       | −0,51            | 1,38             | 5,77             | 10,06            | 15,05            | 18,07            | 19,75            | 19,18            | 15,18            | 10,08            | 4,47             | 0,62             |                  |
| Середній мінімум, °C                          | −6,3             | −4,44            | −0,03            | 4,26             | 9,23             | 12,28            | 15,85            | 15,30            | 11,30            | 6,20             | 0,56             | −3,28            |                  |
| Норма опадів, мм                              | 41               | 46               | 62               | 71               | 80               | 106              | 99               | 95               | 86               | 85               | 84               | 62               |                  |
| Середньомісячна швидкість вітру, м/с          | 1.78             | 2.00             | 2.40             | 2.40             | 2.30             | 2.00             | 2.00             | 1.74             | 1.73             | 1.80             | 1.90             | 1.89             |                  |
| Середньомісячна сонячна радіація, кДж/м²·день | 4016             | 6776             | 10507            | 14820            | 18816            | 20698            | 21245            | 18422            | 13689            | 8556             | 4484             | 3193             |                  |
| --------------------------------------------- | ---------------- | ---------------- | ---------------- | ---------------- | ---------------- | ---------------- | ---------------- | ---------------- | ---------------- | ---------------- | ---------------- | ---------------- | ---------------- |
| Джерело:                                      |                  |                  |                  |                  |                  |                  |                  |                  |                  |                  |                  |                  |                  |